# San José Baqueachi
San José Baqueachi är en ort i Mexiko.   Den ligger i kommunen Carichí och delstaten Chihuahua, i den nordvästra delen av landet, 1 200 km nordväst om huvudstaden Mexico City. San José Baqueachi ligger 1 986 meter över havet och antalet invånare är 137.
Terrängen runt San José Baqueachi är kuperad åt sydost, men åt nordväst är den platt. Runt San José Baqueachi är det mycket glesbefolkat, med 2 invånare per kvadratkilometer. Närmaste större samhälle är Guacareachi, 18,2 km öster om San José Baqueachi. Omgivningarna runt San José Baqueachi är i huvudsak ett öppet busklandskap.